# An Artist's Dream
An Artist's Dream je americký němý film z roku 1900. Režisérem je Edwin S. Porter (1870–1941). Film trvá zhruba jednu minutu a byl vydán společností Edison Manufacturing Company 21. března 1900.

## Děj
Zatímco umělec spí, do místnosti vstoupí ďábel, který oživí jeho figuríny. Umělec se vzbudí, a když uvidí dámy, políbí je. Obě postupně zmizí, ale pak se objeví na jiném místě a vrhnou se na umělce. Umělec proti nim vytáhne meč, ale na poslední chvíli se objeví ďábel, který umělce uspí a z žen udělá zpět figuríny. Když se umělec vzbudí, ďábel zmizí. Umělec se projde místností, a když zjistí, že to byl jen sen, sedne si na židli a napije se nápoje.